# Винге, Пер
Пер Винге (норв. Per Winge; 27 августа 1858 — 7 сентября 1935) — норвежский дирижёр, композитор и пианист.
Сын предпринимателя и депутата парламента Норвегии Акселя Винге (1827—1893) и его жены Элизабет Лассон, через которую состоял в родстве со многими заметными норвежскими музыкантами, в том числе с Хальфданом Хьерульфом. Начал своё музыкальное образование как виолончелист, затем, уже поступив в 1875 г. в университет Кристиании, приступил к профессиональным занятиям фортепиано под руководством Эдмунда Нойперта и Отто Винтер-Ельма, изучал также теорию музыки у Юхана Свенсена. В 1883—1886 гг. совершенствовался как музыкант в Берлине и Лейпциге.
Вернувшись в Норвегию, в 1886—1888 гг. возглавлял Музыкальное общество «Гармония» в Бергене. Оставив коллектив из-за экономических сложностей, работал органистом в Драммене. В 1893 г. окончательно обосновался в Кристиании, работая в различных столичных театрах как оперный и театральный дирижёр.
В 1897 г. оказался в центре громкого скандала: для постановки сатирической пьесы Гуннара Хейберга «Народный совет» (норв. Folkeraadet) молодой композитор Фредерик Делиус написал музыку с использованием мелодии национального гимна Норвегии, вызвав этим возмущение патриотически настроенной общественности, и молодой художник Альберт Тённесен во время спектакля трижды выстрелил в дирижировавшего Винге из револьвера, после чего запустил им в дирижёра.
Помимо работы в театре Винге в 1895—1920 гг. преподавал в консерватории, с 1912 г. руководил в Кристиании студенческими хорами.
Перу Винге принадлежит различная театральная музыка, в том числе к «Царю Эдипу» Софокла и «Тысяче и одной ночи» Хольгера Драхмана, многочисленные песни и романсы (из которых написанные для детей Kjære lille gutten min и Jeg synger for min lille venn пользовались особой популярностью), фортепианное трио и ряд других камерных сочинений.